# Gianluigi Benedetti

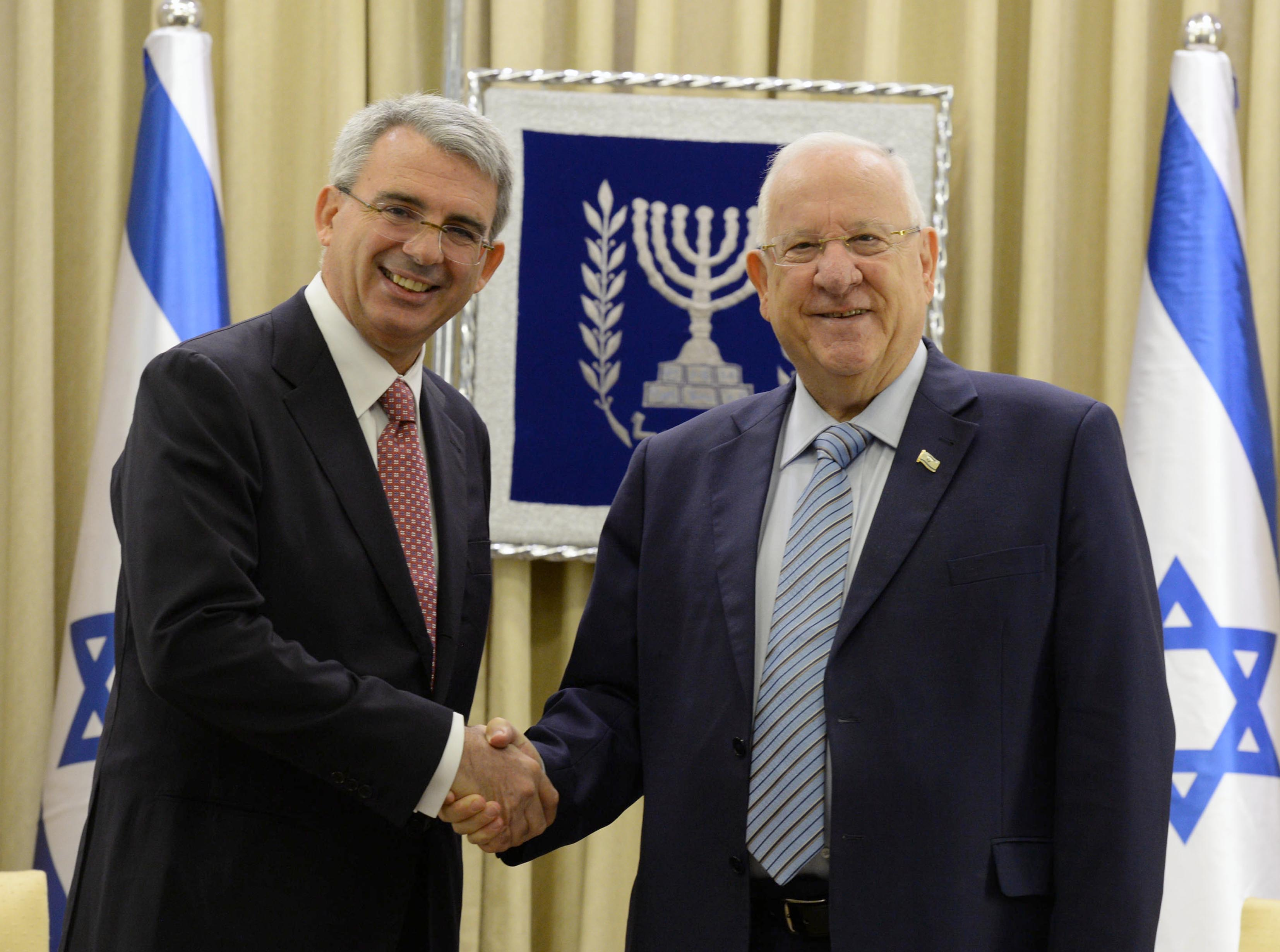
Von links: Gianluigi Benedetti beim Empfang durch Reuven Rivlin zur Entgegennahme des Akkreditierungsschreibens am 23. Oktober 2017.

Gianluigi Benedetti (* 1959 in Rom) ist ein italienischer Diplomat, der seit 23. Oktober 2017 bis 2021 Botschafter der Regierung in Israel war.

## Studium
1982 schloss er ein Studium der Rechtswissenschaft an der Universität La Sapienza als Master of Laws ab.

## Werdegang
1985 trat er in den auswärtigen Dienst. Von 1987 bis 1991 wurde er in Tokio beschäftigt. Von 1991 bis 1995 wurde er in Washington, D.C. beschäftigt. Von 1996 bis 1997 wurde im Büro für parlamentarische Beziehungen des Außenministers beschäftigt. Von 1998 bis 1999 hospitierte er im Rahmen des „Fellowship of Hope“ -Programms beim NATO-Büro des US-Außenministeriums. 2000 war er Gesandtschaftsrat in Washington, D.C.
Von 2001 bis 2002 war er persönlicher Assistent des Außenministers. 2003 koordinierte er die Website der italienischen EU-Präsidentschaft. Von 2004 bis 2006 war er stellvertretender Leiter der Abteilung Politikplanung und Leiter der statistischen Abteilung des Außenministeriums.
Von 2006 bis 2008 war er diplomatischer Berater des italienischen Ministers für öffentliche Verwaltung und Innovation. Von 2008 bis 2011 wurde er in derselben Position unter der neuen Regierung bestätigt.
2011 war er diplomatischer Berater des Ministers für Bildung, Universitäten und Forschung ernannt. Er war verantwortlich für die Koordinierung der internationalen Aktivitäten des Bildungsministeriums und die Beziehungen zu Forschungszentren und Universitäten in internationalen und europäischen Angelegenheiten.
Von 2012 bis 2015 war er Leiter der italienischen Delegation der International Holocaust Remembrance Alliance (IHRA).
2014 war er für die Vorbereitung und Leitung des Semesters der italienischen Präsidentschaft des Europarat in den Bereichen Bildung, Forschung und Raumfahrt verantwortlich. Während der italienischen G7-Präsidentschaft ist er für die Koordinierung und Vorbereitung des G7-Treffens der Wissenschaftsminister in Turin verantwortlich.
In seiner Eigenschaft als diplomatischer Berater förderte und leitete er mehrere Leitinitiativen, wie die „Italien-China-Woche für Wissenschaft, Technologie und Innovation“, den „National Award for Innovation“, das europäische Programm „Partnerschaft für Forschung und Innovation im Mittelmeerraum“ (PRIMA). Er organisierte auch mehrere internationale Vertretungen von Vertretern der italienischen Hochschul- und Forschungssysteme in verschiedenen Ländern, darunter China, Israel, Marokko, Argentinien und Brasilien.
Am 17. Februar 2017 wurde er zum Botschafter in Tel Aviv ernannt. Im Oktober 2021 wurde der dort durch Sergio Barbanti abgelöst.
| Vorgänger            | Amt                                                              | Nachfolger     |
| -------------------- | ---------------------------------------------------------------- | -------------- |
| Francesco Maria Talò | Italienischer Botschafter in Tel Aviv Seit 17. Februar 2017–2021 | Sergio Baranti |